# رشيد اولابيي
رشيد اولابيي (بالإنجليزية: Rasheed Olabiyi)‏ (8 أغسطس 1990 بإبادان في نيجيريا - ) هو لاعب كرة قدم نيجيري في مركز الوسط. شارك مع منتخب نيجيريا تحت 17 سنة لكرة القدم ومنتخب نيجيريا تحت 20 سنة لكرة القدم ومنتخب نيجيريا تحت 23 سنة لكرة القدم. أما مع النوادي، فقد لعب مع شوتينغ ستارز ونادي إنييمبا إنترناشونال وهيوستن دينامو.

## وصلات خارجية
- رشيد اولابيي على موقع الدوري الأمريكي (الإنجليزية)
- رشيد اولابيي على موقع قاعدة بيانات كرة القدم.إي يو (الإنجليزية)
- رشيد اولابيي على موقع Soccerway.com (الإنجليزية)
- رشيد اولابيي على موقع AS.com (الإسبانية)